# Ulisse
Ulisse (bra: Ulysses; prt: Ulisses) é um filme italiano de 1954, dos gêneros aventura, fantasia e ação, dirigido por Mario Camerini e Mario Bava. O roteiro, baseado no poema épico Odisseia, de Homero, foi escrito por sete profissionais, entre eles os estadunidenses Ben Hecht e Irwin Shaw.
Segundo o crítico John Eames, o luxo da produção coloca-a acima da média dos épicos produzidos na Itália naquele período; entre os pontos altos, destaca-se a fotografia de Harold Hal Rosson, em espetacular Technicolor.

## Sinopse
Com o fim da Guerra de Troia, o engenhoso guerreiro Ulisses retorna para sua amada Penélope, na ilha de Ítaca. No caminho, entre outros perigos, ele enfrenta ciclopes, é tentado por sereias e encontra a bruxa Circe, que transforma metade de seus homens em porcos. Somente dez anos depois, Ulisses chega a seu destino, porém ainda tem de se haver com os pretendentes que assediam sua esposa.

## Elenco
| Ator/Atriz         | Personagem       |
| ------------------ | ---------------- |
| Kirk Douglas       | Ulisses          |
| Silvana Mangano    | Penélope / Circe |
| Anthony Quinn      | Antinoo          |
| Rossana Podestà    | Nausícaa         |
| Jacques Dumesnil   | Alcínoo          |
| Daniel Ivernel     | Euríloco         |
| Sylvie             | Euricleia        |
| Franco Interlenghi | Telêmaco         |
| Elena Zareschi     | Cassandra        |